# Andreas Wisingh
Andreas Haraldi Wisingh, född i Visingsö församling, Jönköpings län, död 1688 i Sjösås församling, Kronobergs län, var en svensk präst.

## Biografi
Andreas Wisingh föddes på Rökinge i Visingsö församling. Han var son till en bonde. Wisingh blev 1652 student vid Uppsala universitet och var 1655–1662 hovpredikant hovs greve Per Brahe den yngre. År 1662 blev han kyrkoherde i Sjösås församling. Wisingh avled efter en långvarig sjukdom 1688 i Sjösås församling och begravdes 18 november samma år.

### Familj
Wisingh gifte sig första gången med Christina Esaiasdotter Humble (död 1681). Hon var dotter till kyrkoherden Esaias Humble och Carin Schierman i Gränna. De fick tillsammans barnen komministern David Wisingh (född 1662) i Stockaryds församling, kyrkoherden Haquinus Wisingh (född 1664) i Visingsö församling, soldaten Johan Wisingh, Elisabet Wisingh och Maria Wisingh. Wisingh gifte sig andra gången med Magdalena Wolchner. Hon var systerdotter till assessorn Petrus Cederschiöld.